# Dalmatiner Staatsbahn
La Dalmatiner Staatsbahn, in italiano Ferrovia Statale Dalmata, era una società ferroviaria statale esistita dal 1877 al 1884 nell'Impero austro-ungarico, che gestiva la rete ferroviaria del Regno di Dalmazia.

## Storia
La società fu creata allo scopo di costruire ed esercire la rete ferroviaria dalmata, di cui erano state progettate numerose linee.
Nonostante le intenzioni, furono realizzati solo alcuni brevi tronchi (da Siverić a Spalato e diramazione Perković–Sebenico), per l'opposizione del governo ungherese, che temeva lo sviluppo dei porti dalmati (appartenenti all'epoca all'Austria) a scapito del proprio porto di Fiume.
Nel 1884 la DStB fu incorporata nella kkStB.

## Locomotive
La Dalmatiner Staatsbahn fece costruire due gruppi di locomotive a vapore:
| Serie | Costruzione | Num. kkStB | Rodiggio | Radiazione | Note |
| ----- | ----------- | ---------- | -------- | ---------- | ---- |
| 1–6   | 1877        | 3001–3006  | C        | 1931       |      |
| 7–9   | 1883        | 9701–9703  | C        | 1958       |      |